# Veljko Atanacković
Prof. Veljko Atanacković (Darda, 29. siječnja 1920. – Osijek, 1. travnja 2002.), hrvatski pedagog.
Svoju pedagošku djelatnost započeo je kao nastavnik u Nižoj gimnaziji u Odžacima, zatim prelazi na Nižu gimnaziju u Beli Manastir. Godine 1952. imenovan je za direktora Sedmogodišnje škole u Dardi. Nakon toga, 1960. odlazi na dužnost profesora pedagoške skupine predmeta u Učiteljsku školu u Osijeku. Iz učiteljske škole odlazi za predavača na Pedagošku akademiju Osijek, a 1966., imenovan je na dužnost prosvjetnog savjetnika u Zavodu za unapređivanje osnovnog obrazovanja u Osijeku. Završio je jednogodišnji Nastavnički tečaj u Novom Sadu i Filozofski fakultet u Beogradu. Radio je u društvenim i kulturnim organizacijama i dobio razna priznanja. Osnovao je Učeničku zadrugu u Sedmogodišnjoj školi u Dardi. Objavio je preko 20 stručnih i znanstvenih radova i svojim pedagoškim radom dao značajan doprinos stručnom uzdizanju prosvjetnih radnika.

## Djela
- Veljko Atanacković, Nenad Mileusnić, Branko Ratkovčić : "Osijek i okolni krajevi" (priručnik za učenike, nekoliko nadopunjenih izdanja, zadnje: 11. izdanje 1990. godine),
- "Škole Belja" (knjiga, 1987.).